# 비사교적 인격장애
비사교적 인격장애(Dissocial personality disorder DPD) 또는 비사회적 인격장애, 비사교성 인격장애는 타인에 대한 냉정한 관심, 충동적 폭력, 냉담한 무관심 등의 행동을 보이는 인격장애이다. 비정상적으로 무감각하고, 공격적이거나 책임감 결여 등의 특징을 보인다. 자신의 잘못을 남의 탓으로 떠넘기거나, 환경적 요인으로 인해 자신의 행동에 대한 합리화를 시키기도 한다. 타인과의 교류, 접촉을 의도적으로 피하는 회피성 인격장애와는 다르다.
사회적 규범과 거리가 있다. 이러한 성격과 행동은 처벌에 의해 교정되지 않고 정서적으로 더 냉담한 성격을 가지게 된다. 상당수 학자들은 비사회적 인격장애 역시 반사회적 인격장애에 포함시키나, 회피성 인격장애에 포함하거나, 학자에 따라서는 타인에게 적극적, 공격적이고 분개를 표출하는 반사회적 인격장애와는 또다른 형태의 성격 장애로 분류한다.